# Streetlight Manifesto
Streetlight Manifesto is een Amerikaanse skaband uit East Brunswick, New Jersey. De band wordt geleid door Tomas Kalnoky en heeft inmiddels 5 studioalbums uitgegeven: Everything Goes Numb (2003), Keasby Nights (2006), Somewhere in the Between (2007), 99 Songs of Revolution (2010) en The Hands That Thieve (2013).
De line-up van de band is door de jaren heen enorm veranderd, alleen frontman Tomas Kalnoky is lid vanaf het begin. Sinds 4 oktober 2009 bestaat de line-up uit Tomas Kalnoky (gitaar, zang), Peter McCoullogh (basgitaar), Mike Brown (saxofoon), Jim Conti (saxofoon), Matt Stewart (trompet), Nadav Nirenberg (trombone) en Chris Tatcher (drums).
De meeste nummers worden geschreven door Tomas Kalnoky. De band maakt een mengeling van ska, punkrock, funk en wereldmuziek.
Op 15 augustus 2010 gaf de band een optreden in de Q-Bus in Leiden, hun enige Nederlandse optreden tijdens hun Europese tournee van 2010.